# FIFA 13
FIFA13 ワールドクラスサッカー（またはFIFA13）はエレクトロニック・アーツ（EAスポーツ）から2012年10月18日よりPSP、PlayStation 3、Xbox 360、PS Vita版で発売されているコンピューターゲーム。Wii U版も同年12月8日に発売された。
主なシステムは前作のFIFA12 ワールドクラスサッカーより引き継がれている。30のリーグ、500以上のクラブ、そして15000人以上の選手を収録している。
新要素としては、『FIFA 12』ではボールを持っている選手にしか競り合いを仕掛けられなかったが、『FIFA 13』では相手がボールを持つ前から競り合いを仕掛ける（オフ・ザ・ボールバトル）ことも可能になった。これにより、浮いたボールのヘディングでの競り合いなどに、現実のサッカーのようなポジション争いができるようになっている。

## 収録リーグとナショナルチーム

### リーグ
FIFA 13においては30のリーグが収録。サウジアラビアのリーグ、サウジ・プロフェッショナルリーグが初めて収録。スコットランドのクラブレンジャーズが追加された。
| - オーストラリア / ニュージーランド - Aリーグ - オーストリア - Austrian Bundesliga - ベルギー - Pro League - ブラジル - Liga do Brasil (unlicensed version of the Campeonato Brasileiro Série A) - デンマーク - Superliga - イングランド / ウェールズ - プレミアリーグ - The Championship - League One - League Two - フランス / モナコ - Ligue 1 - Ligue 2 - ドイツ - 1. Bundesliga - 2. Bundesliga - イタリア - セリエA - セリエB (with unlicensed team names, kits and badges) - 大韓民国 - Kリーグ - メキシコ - Liga MX | - オランダ - エールディヴィジ - ノルウェー - Tippeligaen - ポーランド - Polska Liga (unlicensed version of エクストラクラサ) - ポルトガル - プリメイラ・リーガ (4 teams are unlicensed: Estoril Praia, Marítimo, Gil Vicente F.C. and モレイレンセFC) - アイルランド / 北アイルランド - Airtricity League - ロシア - Premier League - サウジアラビア - Professional League - スコットランド - Premier League - スペイン - Primera División - Segunda División - スウェーデン - アルスヴェンスカン - スイス - スーパーリーグ - アメリカ / カナダ - メジャーリーグサッカー |

### Rest of the World
- AEKアテネ
- ガラタサライ
- カイザー・チーフス
- MLS All-Stars
- オリンピアコスCFP
- オーランド・パイレーツ
- パナシナイコス
- PAOK
- レンジャーズ
- ボカ・ジュニアーズ
- Classic XI
- Adidas All Star Team
- World XI

### 国内代表チーム
FIFA 13では全部で46のナショナルチームが収録されており、インド、ボリビア、パラグアイ、ベネズエラ、チェコ、が追加されクロアチアが削減された。
Teams in bold are new to this edition of FIFA.
| AFC (3 teams) - オーストラリア - インド - 韓国 CAF (4 teams) - カメルーン - コートジボワール - エジプト - 南アフリカ共和国 CONCACAF (2 teams) - メキシコ - アメリカ合衆国 CONMEBOL (10 teams) - アルゼンチン - ボリビア - ブラジル - チリ - コロンビア - エクアドル - パラグアイ * - ペルー - ウルグアイ - ベネズエラ * OFC (1 team) - ニュージーランド | UEFA (26 teams) - オーストリア - ベルギー - ブルガリア - チェコ - デンマーク - イングランド - フィンランド - フランス - ドイツ - ギリシャ - ハンガリー - アイルランド - イタリア - オランダ - 北アイルランド - ノルウェー - ポーランド - ポルトガル - ルーマニア - ロシア - スコットランド - スロベニア - スペイン - スウェーデン - スイス - トルコ |

(* = Default starting XI has fictional players. However, most Paraguayan/Venezuelan internationals are available for selection as they are included in the game; the fictional players have similar names to the real ones to facilitate this.)